# Cerapteryx rufo-costa
Cerapteryx rufo-costa là một loài bướm đêm trong họ Noctuidae.